# Zygmunt (Bawaria)
Zygmunt (ur. 26 lipca 1439 r. w Straubing, zm. 1 lutego 1501 r. na zamku Blutenburg) – książę Bawarii-Monachium od 1460 r. do 1467 r. (do 1463 r. z bratem Janem IV, później z bratem Albrechtem IV Mądrym), książę Bawarii-Dachau od 1467 r., z dynastii Wittelsbachów.
Zygmunt był trzecim (a drugim spośród tych, którzy przeżyli ojca) synem księcia Bawarii-Monachium Albrechta III i Anny, córki Eryka z Brunszwiku-Grubenhagen. Po śmierci ojca objął rządy w Monachium wraz z najstarszym bratem Janem IV. Gdy ten ostatni zmarł bezpotomnie już w 1463 r., Zygmunt nie objął samodzielnych rządów – jego współrządcą został przeznaczony wcześniej do stanu duchownego jeden z młodszych braci, Albrecht IV Mądry. Już wkrótce w 1467 ustąpił mu całkiem rządy w Monachium, zatrzymując jedynie niewielką część księstwa z Dachau.
Był mecenasem sztuki; ufundował nową katedrę w Monachium (gdzie później został pochowany) oraz rozbudował zamek Blutenburg.